# Fettsvansfår

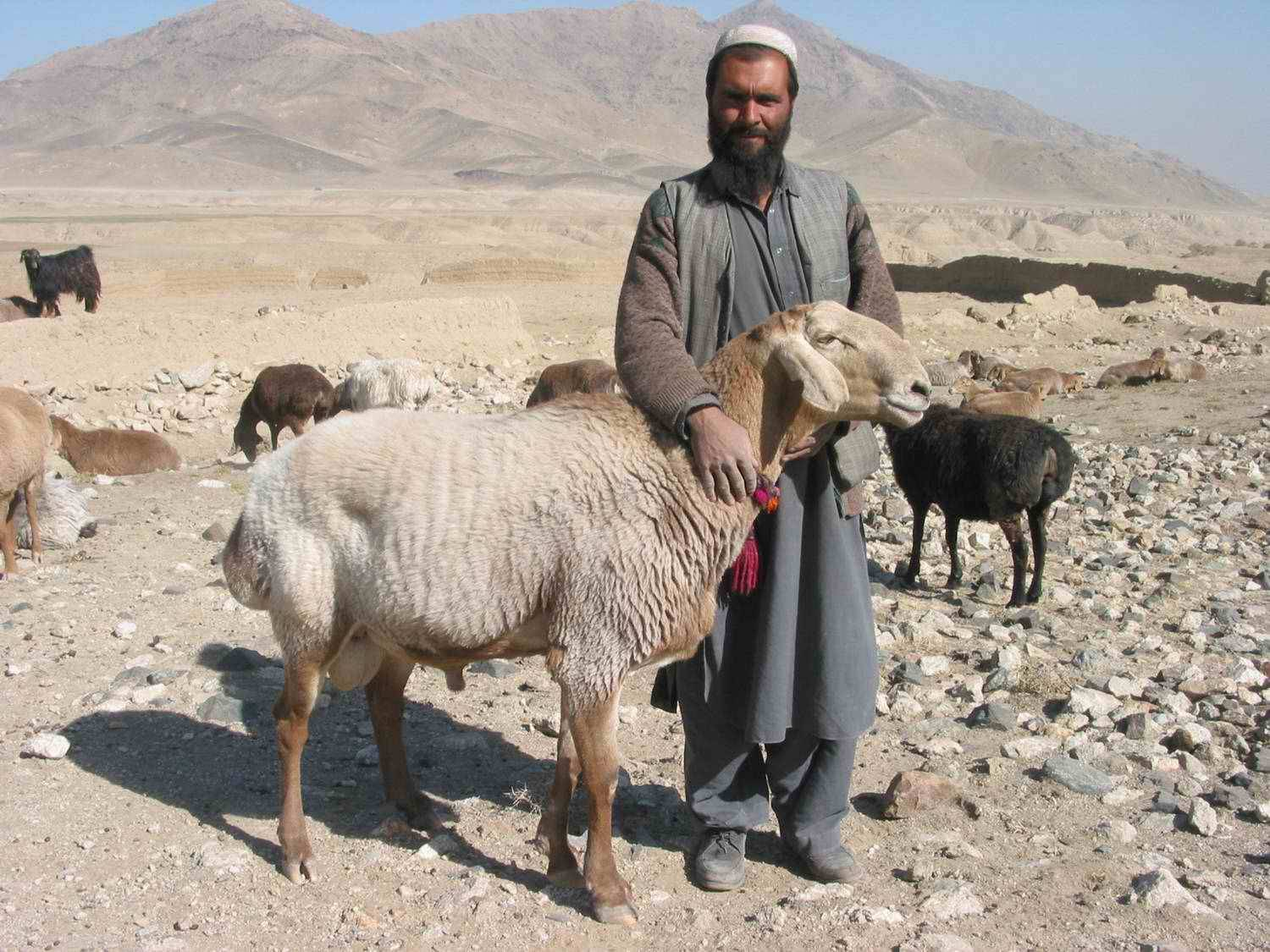
Herde med fettsvansfår på en bergssluttning i Afghanistan.

Fettsvansfår eller fettstussfår är en variant av tamfår med fettinlagring i svansen och/eller länderna. Ungefär 25 procent av världens tamfår är fettsvansfår, och de förekommer främst i norra delarna av Afrika, Mellanöstern, Pakistan, Afghanistan, Iran, norra Indien, västra Kina och Centralasien.